# Breitenfurt bei Wien
Breitenfurt bei Wien is een gemeente in de Oostenrijkse deelstaat Neder-Oostenrijk, gelegen in het district Mödling (MD). De gemeente heeft ongeveer 5300 inwoners.

## Geografie
Breitenfurt bei Wien heeft een oppervlakte van 27 km². Het ligt in het noordoosten van het land, vlak onder de hoofdstad Wenen.

## Geboren
- Gerhard Zadrobilek (1961), wielrenner

Achau · Biedermannsdorf · Breitenfurt bei Wien · Brunn am Gebirge · Gaaden · Gießhübl · Gumpoldskirchen · Guntramsdorf · Hennersdorf · Hinterbrühl · Kaltenleutgeben · Laab im Walde · Laxenburg · Maria Enzersdorf · Mödling · Münchendorf · Perchtoldsdorf · Vösendorf · Wiener Neudorf · Wienerwald
- Gemeinsame Normdatei: 4527703-5
- MusicBrainz: 5cb81796-b0cb-40aa-8f11-f9291657733a
- Nationale Bibliotheek van Israël: 987007555062505171
- Virtual International Authority File: 159907776